# Бернет (Техас)
Бернет (англ. Burnet) — город в США, расположенный в центральной части штата Техас, административный центр одноимённого округа. По данным переписи за 2010 год число жителей составляло 5987 человек, по оценке Бюро переписи США в 2019 году в городе проживало 6266 человек.

## История
До появления города, жители региона искали защиту от нападений индейцев в близлежащей крепости Форт-Кроган. Регион, а также ручей неподалёку часто называли Гамильтон в честь владельца земли. В 1852 году был основан округ Бернет и создан город Гамильтон.В августе было открытое почтовое отделение в городе, которое носило название «Здание суда в Бернете». В 1857 году жители города подписали петицию о смене названия города на Бернет, поскольку название Гамильтон было уже занято другим городом. Смена названия произошла в 1858 году. Первое голосование по уставу города прошло в 1876 году, однако для принятия устава пришлось провести второе голосование в 1883 году.
В апреле 1882 года в город пришла железная дорога Austin and Northwestern Railroad, город стал активнее расти и превратился в крупный транспортировочный центр на 10 лет, до 1892 года, когда железная дорога была продолжена в Ллано, после чего Бернет остался центром фермерства и скотоводства.

## География
Бернет находится в центральной части округа, его координаты: 30°45′02″ с. ш. 98°14′17″ з. д..
Согласно данным бюро переписи США, площадь города составляет около 30 км2, из которых 26,9 км2 занято сушей, а менее 0,1 км2 — водная поверхность.

### Климат
Согласно классификации климатов Кёппена, в Бернете преобладает влажный субтропический климат (Cfa).
| Показатель                    | Янв. | Фев.  | Март  | Апр. | Май  | Июнь | Июль | Авг. | Сен. | Окт. | Нояб. | Дек. | Год  |
| ----------------------------- | ---- | ----- | ----- | ---- | ---- | ---- | ---- | ---- | ---- | ---- | ----- | ---- | ---- |
| Абсолютный максимум, °C       | 35   | 37,8  | 37,8  | 38,9 | 40   | 43,3 | 45,6 | 45,6 | 42,2 | 40,6 | 33,3  | 33,3 | 45,6 |
| Средний суточный максимум, °C | 15,9 | 17,9  | 22,1  | 26,1 | 29,3 | 33,1 | 35,2 | 35,6 | 32,1 | 27,1 | 20,9  | 16,7 | 26   |
| Средняя температура, °C       | 8,9  | 10,9  | 14,9  | 19,3 | 23   | 26,7 | 28,4 | 28,5 | 25,3 | 20   | 14,2  | 9,8  | 19,2 |
| Средний суточный минимум, °C  | 1,9  | 3,9   | 7,7   | 12,4 | 16,7 | 20,3 | 21,7 | 21,5 | 18,6 | 12,9 | 7,3   | 2,9  | 12,3 |
| Абсолютный минимум, °C        | −20  | −18,3 | −11,1 | −2,8 | 1,7  | 7,8  | 12,2 | 10   | 3,3  | −5,6 | −9,4  | −20  | −20  |
| Норма осадков, мм             | 44   | 51    | 57    | 76   | 99   | 84   | 52   | 50   | 82   | 82   | 56    | 49   | 782  |
| Источник: weatherbase.com     |      |       |       |      |      |      |      |      |      |      |       |      |      |

## Население
Согласно переписи населения 2010 года в городе проживало 5987 человек, было 2041 домохозяйство и 1353 семьи. Расовый состав города: 86,9 % — белые, 5,4 % — афроамериканцы, 1 % — коренные жители США, 0,7 % — азиаты, 0,1 % (4 человека) — жители Гавайев или Океании, 4,1 % — другие расы, 1,9 % — две и более расы. Число испаноязычных жителей любых рас составило 20,1 %.
Из 2041 домохозяйства, в 34,6 % живут дети младше 18 лет. 47,3 % домохозяйств представляли собой совместно проживающие супружеские пары (19,1 % с детьми младше 18 лет), в 14,8 % домохозяйств женщины проживали без мужей, в 4,2 % домохозяйств мужчины проживали без жён, 33,7 % домохозяйств не являлись семьями. В 29,9 % домохозяйств проживал только один человек, 15,3 % составляли одинокие пожилые люди (старше 65 лет). Средний размер домохозяйства составлял 2,49 человека. Средний размер семьи — 3,07 человека.
Население города по возрастному диапазону распределилось следующим образом: 25,5 % — жители младше 20 лет, 28,9 % находятся в возрасте от 20 до 39, 28 % — от 40 до 64, 17,7 % — 65 лет и старше. Средний возраст составляет 36,8 года.
Согласно данным пятилетнего опроса 2019 года, средний доход домохозяйства в Бернете составляет 58 869 долларов США в год, средний доход семьи — 69 810 долларов. Доход на душу населения в городе составляет 27 397 долларов. Около 9,6 % семей и 12,8 % населения находятся за чертой бедности. В том числе 10,1 % в возрасте до 18 лет и 6,1 % старше 65 лет.

## Местное управление
Управление городом осуществляется мэром и городским советом, состоящим из 6 человек, избираемых всем городом. Члены совета избираются сроком на 2 года и не могут быть избранными более чем на 3 последовательных срока.
Другими важными должностями, на которые происходит наём сотрудников, являются:
- Сити-менеджер
- Городской администратор
- Начальник водопроводной и канализационной службы
- Директор отдела общественных работ
- Городской секретарь
- Шеф пожарной охраны
- Финансовый директор
- Директор по бюджету города
- Шеф полиции

## Инфраструктура и транспорт
Основными автомагистралями, проходящими через Бернет, являются:
- автомагистраль 281 США идёт с севера от Лампасаса на юг к Джонсон-Сити.
- автомагистраль 29 штата Техас идёт с востока от Джорджтауна на запад к Ллано.

В городе располагается муниципальный аэропорт Бернет/Кейт-Крэддок-Филд. Аэропорт располагает одной взлётно-посадочной полосой длиной 1524 метра. Ближайшим аэропортом, выполняющим коммерческие рейсы, является региональный аэропорт Киллин/Форт-Худ. Аэропорт находится примерно в 65 километрах к северо-востоку от Бернета.

## Образование
Город обслуживается консолидированным независимым школьным округом Бернет.

## Экономика
Согласно финансовому отчёту города за 2016 финансовый год, Бернет владел активами на $81,76 млн, долговые обязательства города составляли $32,86 млн. Доходы  города за 2016 финансовый год составили $28,44 млн, а расходы — примерно $21,67 млн.

## Отдых и развлечения
В регионе рядом с городом располагаются озёра Хайланд, парки штата Longhorn Cavern и Inks Lake State Park.
В Бернете располагаются воздушный музей Хайланд-Лейкс и музей Форт-Кроган.

## Галерея

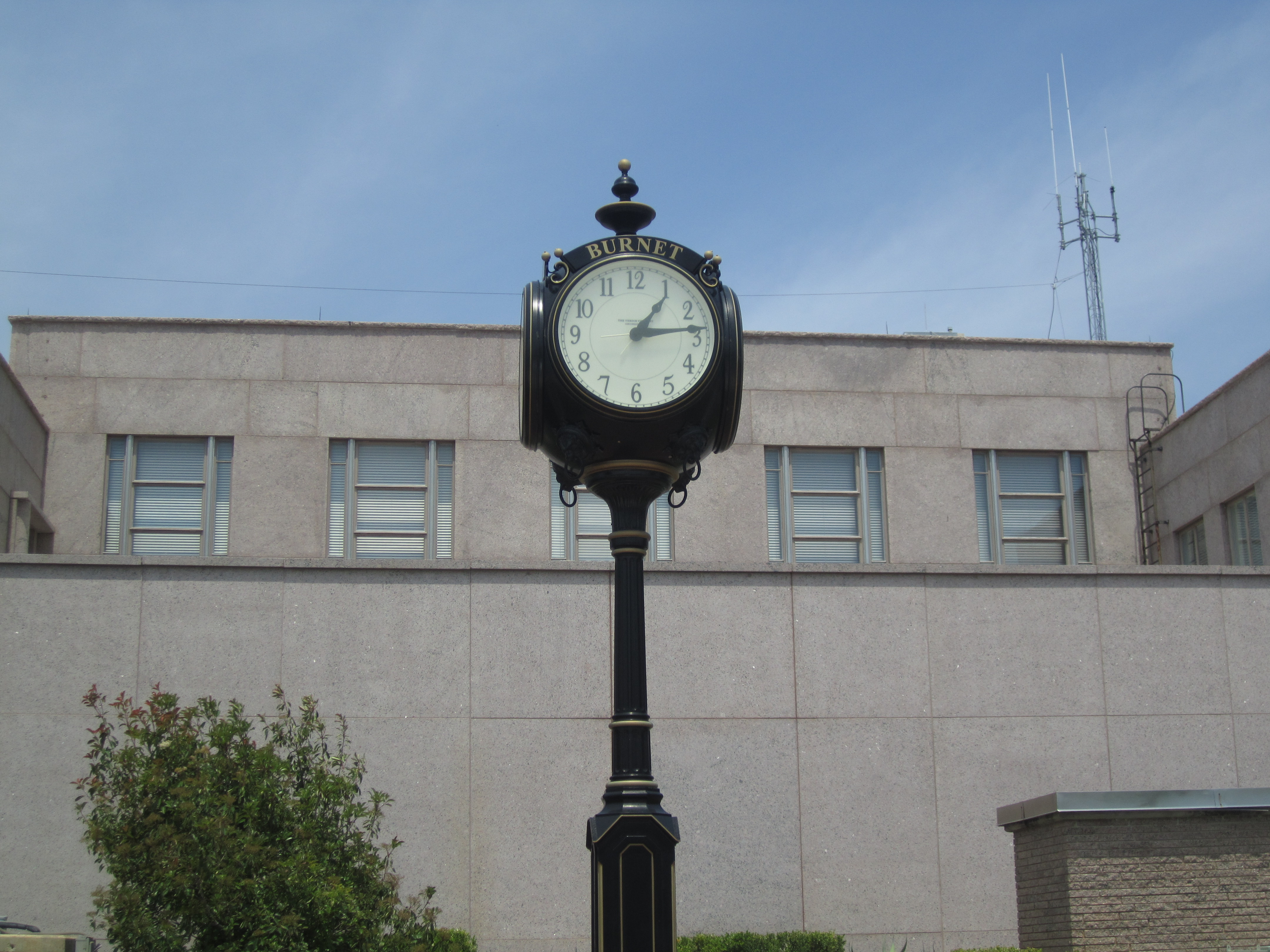
Часы здания суда округа Бернет.
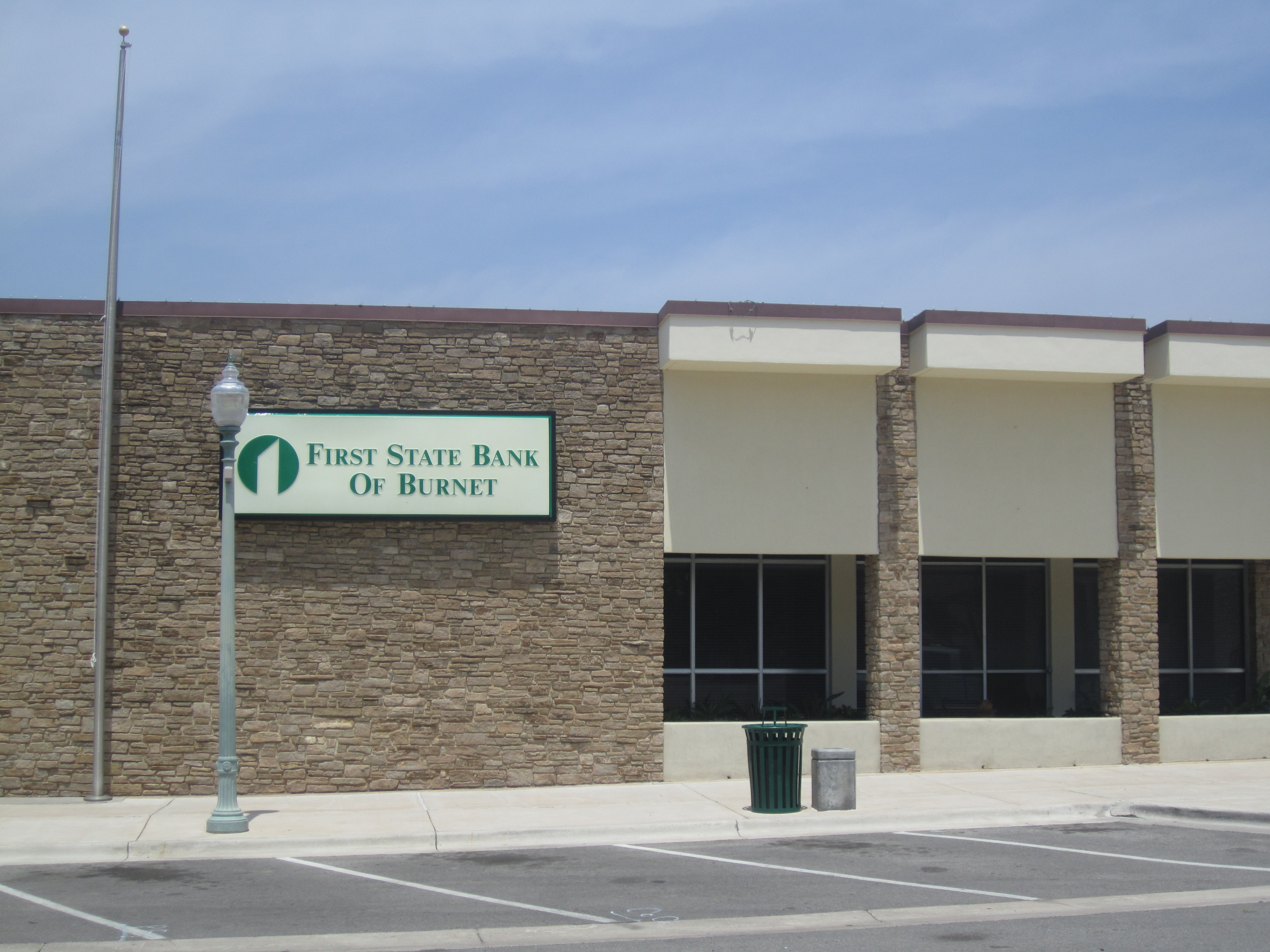
Банк First State Bank в Бернете.
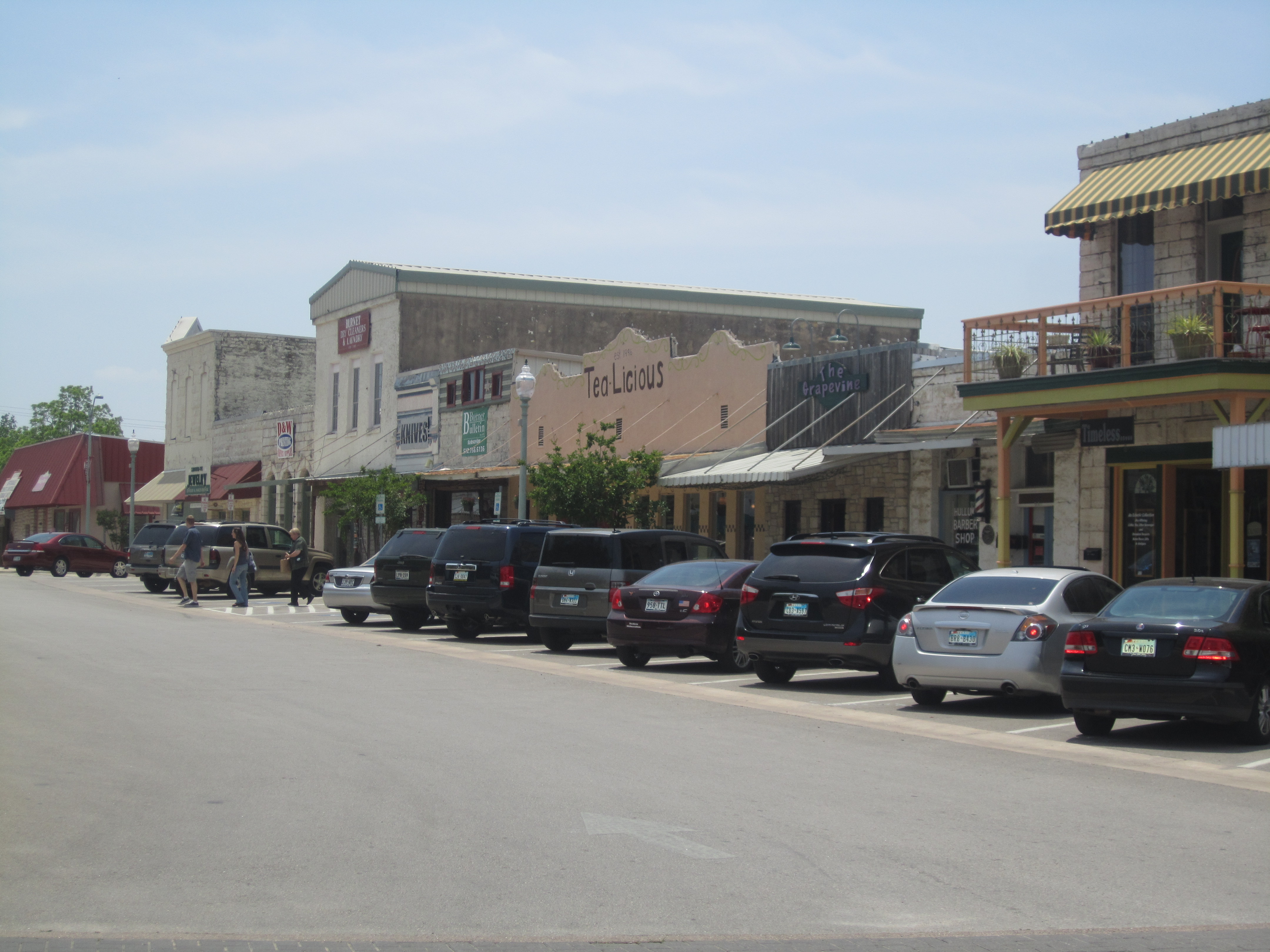
Деловой центр города.
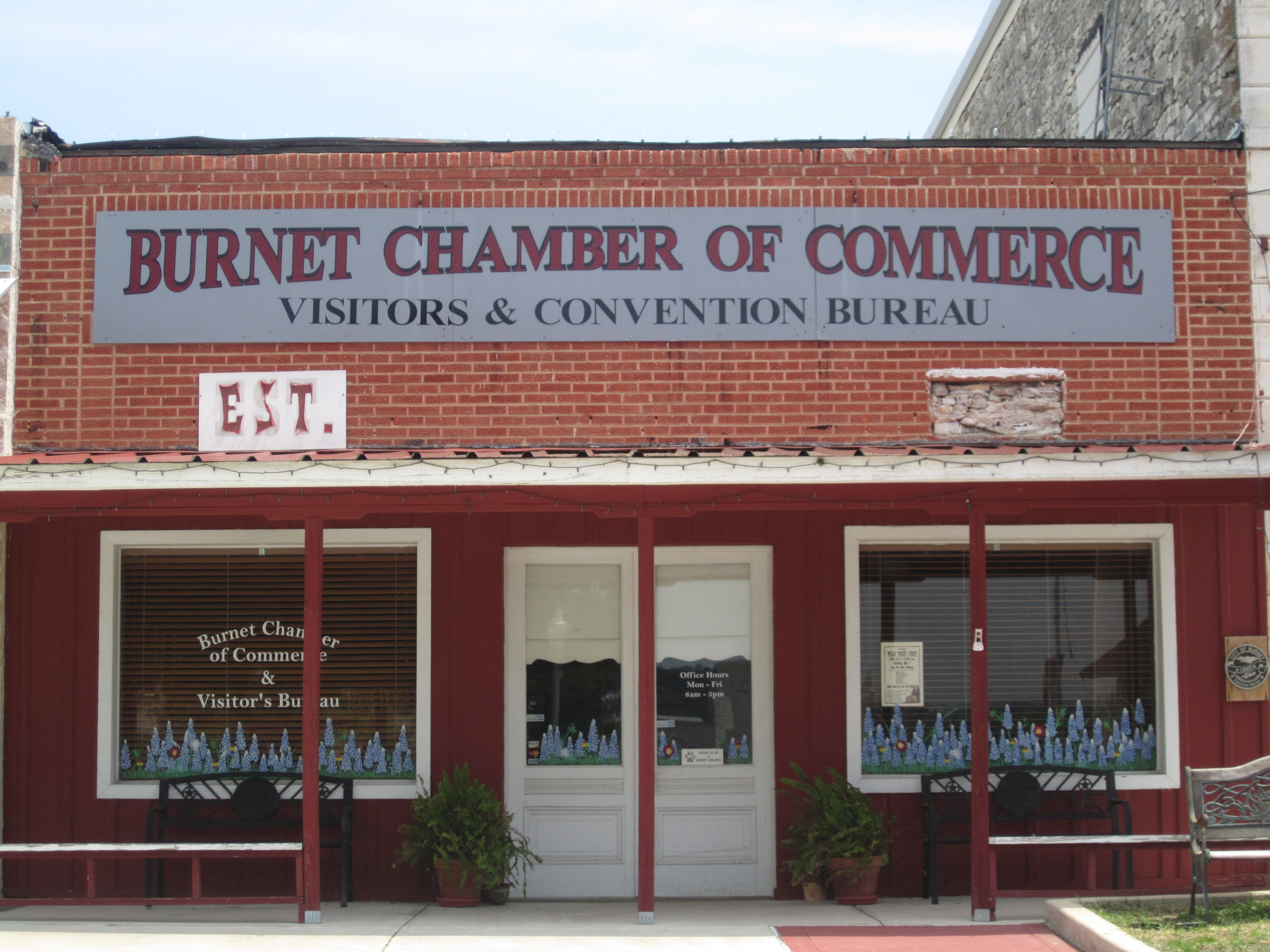
Торговая палата Бернета, расположенная напротив здания суда округа.
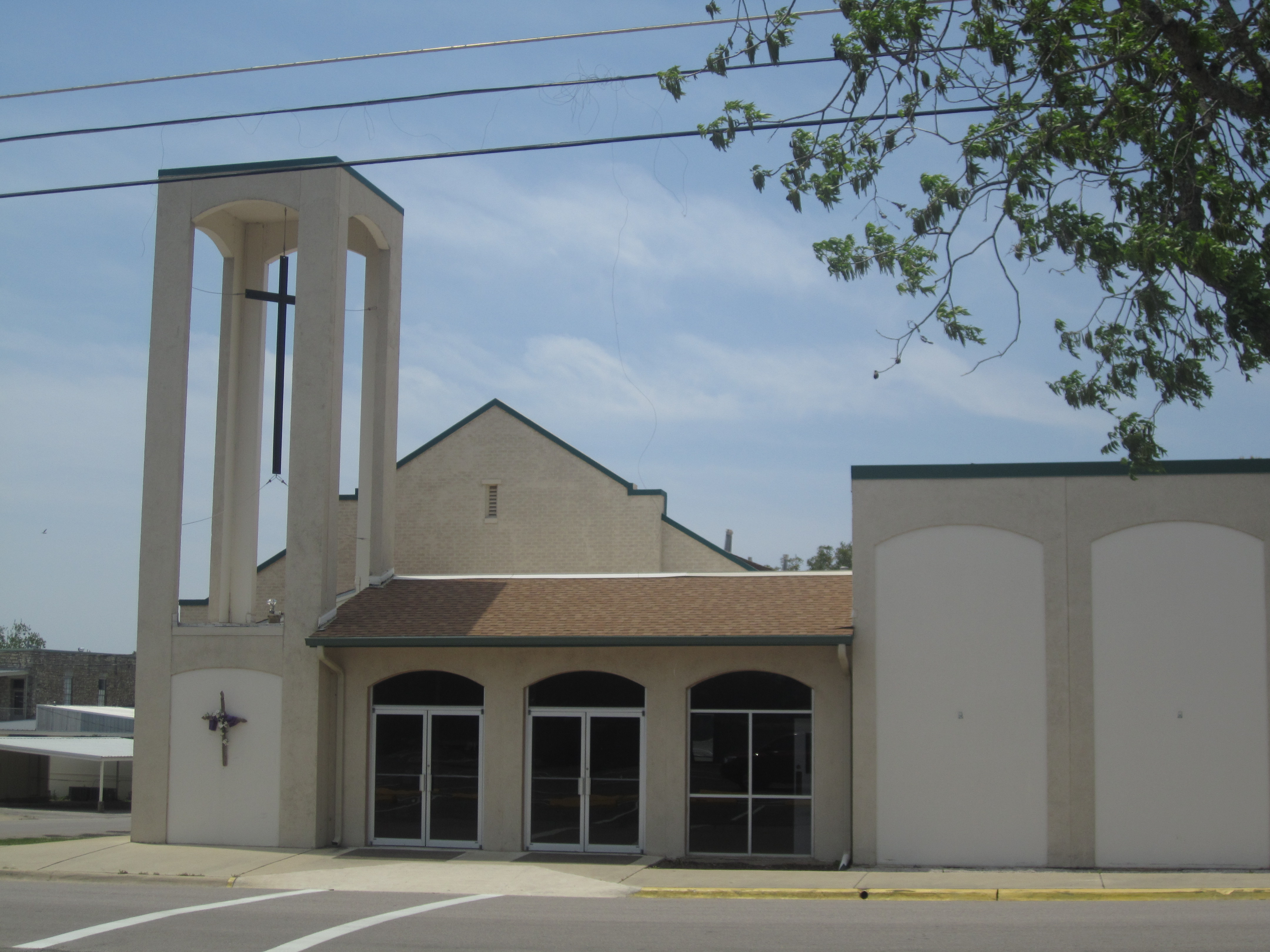
Первая баптистская церковь города.
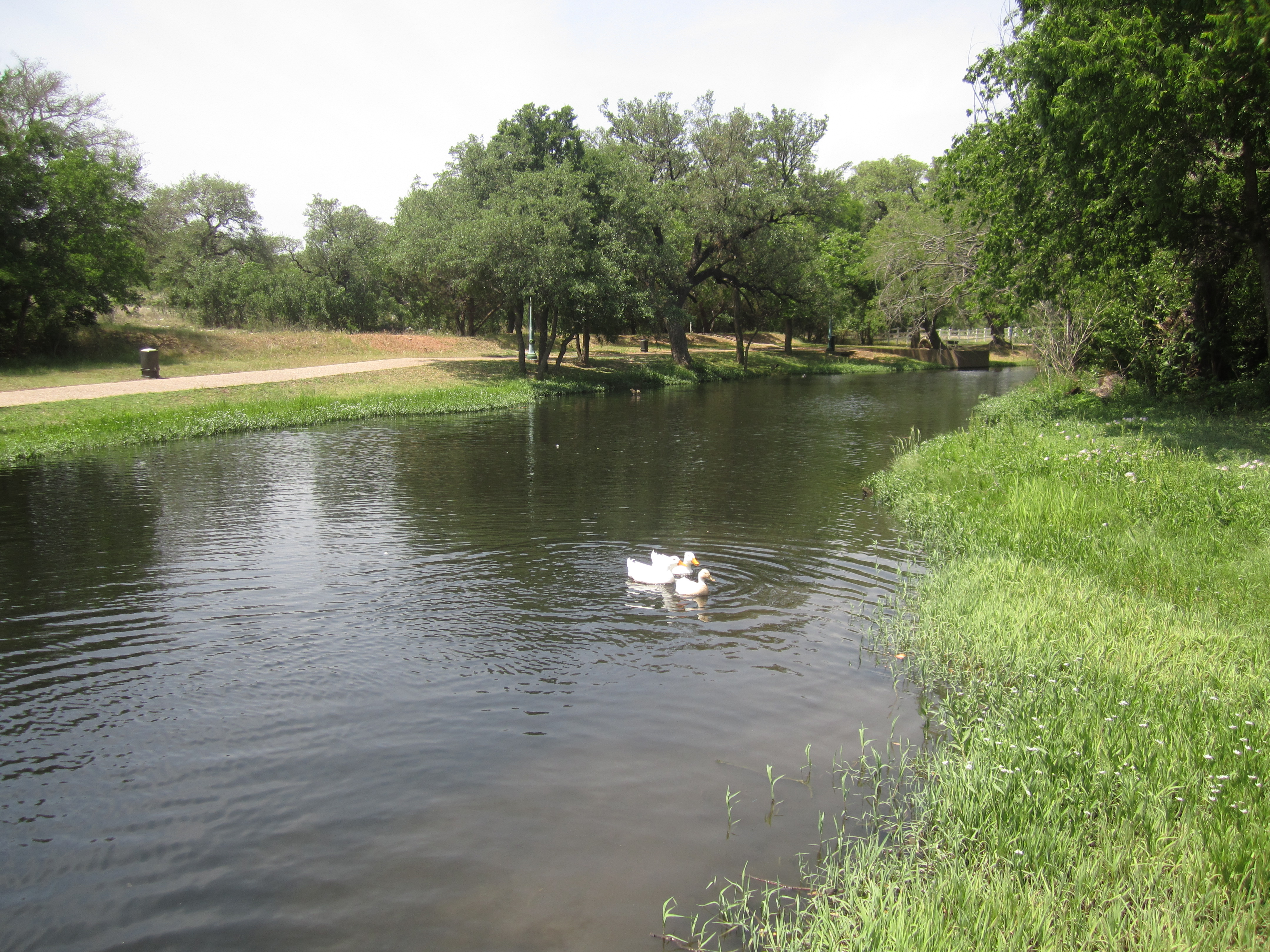
Парк Hamilton Creek рядом с дорогой US 281.